# Аять (река)
Ая́ть — река в России, протекает в восточной части Невьянского района Свердловской области. Вытекает из Аятского водохранилища. Устье реки находится в 219 км по правому берегу реки Реж. Длина реки Аяти составляет 22 км. Площадь водосборного бассейна — 681 км².

## Наименование

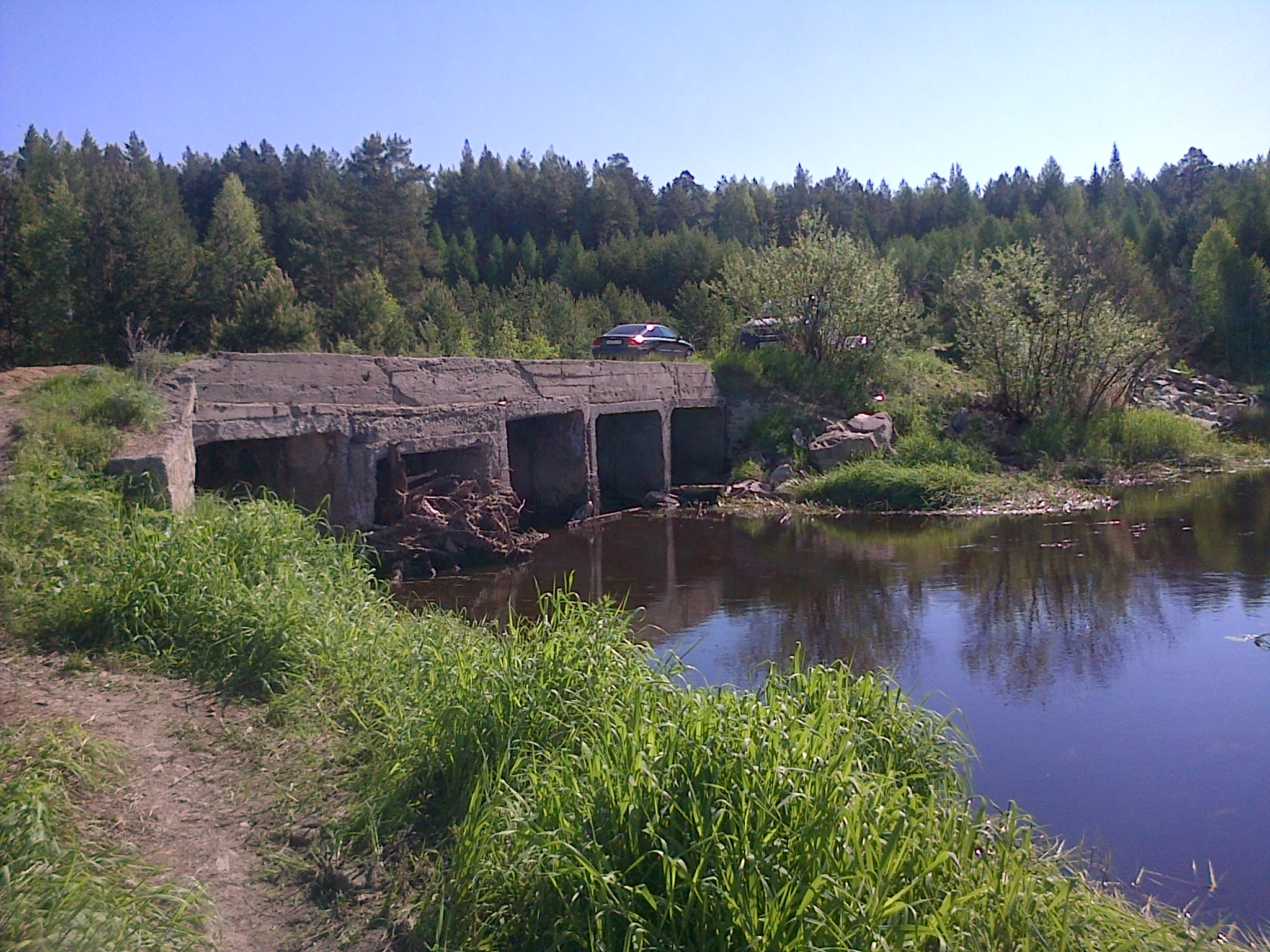
Мост через реку Аять

Первоначально название Аят (Аять, Оять) относилось только к озеру, из которого вытекала река Реж, так в одном документе 1625 года записано: «…к озеру Аяти, из которого вытекает Реж». Но после постройки в устье Большого Сапа в 1669 году Аятской слободы, название озера было перенесено на часть реки до слободы.
По мнению финского учёного А. Каннисто, Аятское озеро означает «Луговое озеро», так как в переводе с мансийского айт, ойт — «луг» или, в частности, «заливной луг». Однако, не исключено тюркское происхождение названия от казахского этнонима аят.

## Данные водного реестра
По данным государственного водного реестра России, река Аять относится к Иртышскому бассейновому округу, речному бассейну Иртыша, речному подбассейну Тобола. Водохозяйственный участок — Аять (приток Режа) от истока до Аятского гидроузла.
Код объекта в государственном водном реестре — 14010501712111200006663.

## Населённые пункты
На реке Аяти расположены населённые пункты (от истока к устью):
- село Шайдуриха,
- деревня Пьянково,
- деревня Сосновка,
- село Аятское,
- село Корелы.